# Cavallirio
Cavallirio é uma comuna italiana da região do Piemonte, província de Novara, com cerca de 1.212 habitantes. Estende-se por uma área de 8,08 km², tendo uma densidade populacional de 152 hab/km². Faz fronteira com Boca, Cureggio, Fontaneto d'Agogna, Prato Sesia, Romagnano Sesia.

## Demografia
| Variação demográfica do município entre 1861 e 2011                               |
|                                                                                   |
| Fonte: Istituto Nazionale di Statistica (ISTAT) - Elaboração gráfica da Wikipedia |